# رودلف كوبكه
رودلف كوبكه (بالألمانية: Rudolf Köpke)‏ (و. 1813 – 1870 م) هو مؤرخ، وأستاذ جامعي ألماني، ولد في كونيغسبرغ، توفي في برلين، عن عمر يناهز 57 عاماً.